# Leptopontia flandrica
Leptopontia flandrica är en kräftdjursart som beskrevs av Rony Huys och Conroy-Dalton 1996. Leptopontia flandrica ingår i släktet Leptopontia, och familjen Leptopontiidae. Arten har ej påträffats i Sverige.